# Liste der denkmalgeschützten Objekte in Brod nad Tichou
Grundlage dieser Liste der denkmalgeschützten Objekte in Brod nad Tichou ist die ÚSKP-Liste (Ústřední seznam kulturních památek České republiky, deutsch Zentrale Liste der Kulturdenkmäler der Tschechischen Republik), die von der tschechischen Denkmalschutzbehörde NPÚ (Národní památkový ústav, deutsch Nationale Denkmalbehörde) seit 1987 geführt wird und an die seit dem Jahr 1850 geschaffenen Listen anschließt.

## Denkmalgeschützte Objekte nach Ortsteilen

### Brod nad Tichou
| Lage                             | Objekt                                  | Beschreibung                                                   | ÚSKP-Nr.                  | Bild           |
| -------------------------------- | --------------------------------------- | -------------------------------------------------------------- | ------------------------- | -------------- |
| ()                               | vorgeschichtliche Grabstätte, Hügelgrab | vorgeschichtliche Grabstätte, Hügelgrab, archäologische Spuren | 30887/4-1717 Info Katalog |                |
| bei der Brücke (Standort)        | Statue hl. Johannes Nepomuk             | Statue hl. Johannes Nepomuk                                    | 32408/4-1714 Info Katalog | BW             |
| im östlichen Ortsteil (Standort) | Kirche hl. Jakob                        | Kirche hl. Jakob                                               | 19573/4-1712 Info Katalog | weitere Bilder |